# Sven Cavallin
Severin Sven Christian Cavallin, född den 25 juli 1898 i Stockholm, död där den 9 november 1965, var en svensk bankman. Han var son till Bernt Cavallin.
Cavallin avlade juris kandidatexamen 1921. Han genomförde tingstjänstgöring 1922–1923. Cavallin var notarie, amanuens och assessor i Stockholms rådhusrätt 1922–1929. Han blev direktör och ombudsman i Stockholms inteckningsgarantiaktiebolag 1930 och vice verkställande direktör i samma bolag, som då bytt namn till Inteckningsbanken, 1944. Cavallin blev direktör i Svenska handelsbanken 1955. Han var ordförande i styrelsen för stiftelsen Serafimerlasarettet och ledamot i Svenska kyrkans diakonistyrelse samt i styrelserna för Alma Detthows stiftelse, Malmqvistska barnuppfostringsanstalten och Riksförbundet för Sveriges försvar. Cavallin var ledamot av kyrkofullmäktige i Johannes församling 1943–1950 och av kyrkorådet där 1947–1950. Han publicerade Justitiematrikel 1928 (tillsammans med Arthur Gullberg) och artiklar i facktidskrifter.